# 韩国先驱报
《韩国先驱报》，或译作《韩国新闻导报》，是一份以英文发行的韩国报纸。其前身为1953年创刊的《韩国共和国报》，1965年改为现名，现时拥有者为韩国先驱公司。

## 历史

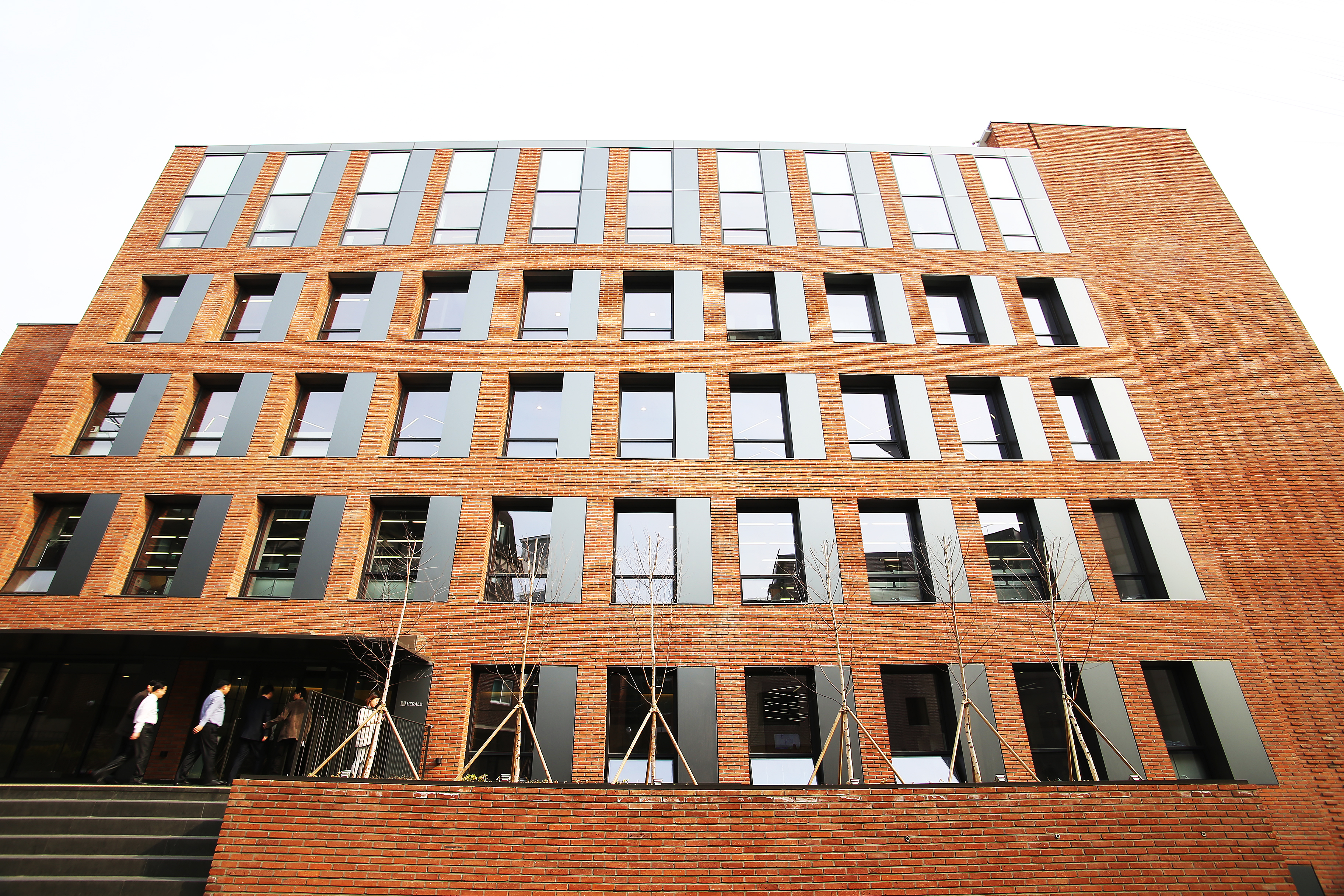
《韩国先驱报》总部所在地。

1953年8月15日，《韩国共和国报》（The Korean Republic）由“韩国信息服务公司”（Korea Information Service Inc.）创办，为每日四版的小型报，属于半官方性质。1965年8月15日，报纸更名为《韩国先驱报》。1975年，韩国信息服务公司改组为“内外经济日报、韩国先驱报公司”（The Naeway Economic Daily, The Korea Herald Inc.），1980年又更名为“韩国先驱报公司”。1978年，《韩国先驱报》被卖给韩国贸易协会，之后《韩国先驱报》又转卖给由几家公司组成的“先驱媒体”财团（Herald Media，先驱公司的前身）。
据《韩国先驱报》网站介绍，《韩国先驱报》目前是是韩国发行量最大的英文报纸，在韩国国内英文报纸市场占有率超过50%，在全世界80多个国家发行。目前除《韩国先驱报》外，报社还发行有《先驱商业》（The Herald Business，英文财经日报）、《青少年先驱报》（The Junior Herald，英语周报，面向青少年发行）和《校园先驱报》（The Campus Herald，韩文周报，面向大学生发行），并出版有《透视韩国》（Insight into Korea）系列丛书。《韩国先驱报》还是亚洲新闻联盟成员之一，同时也是韩国最早使用电子照相排版系统的报纸。